# Rich Square (Karolina Północna)
Rich Square – miasto w Stanach Zjednoczonych, w stanie Karolina Północna, w hrabstwie Northampton.